# Friedrich von Egeln

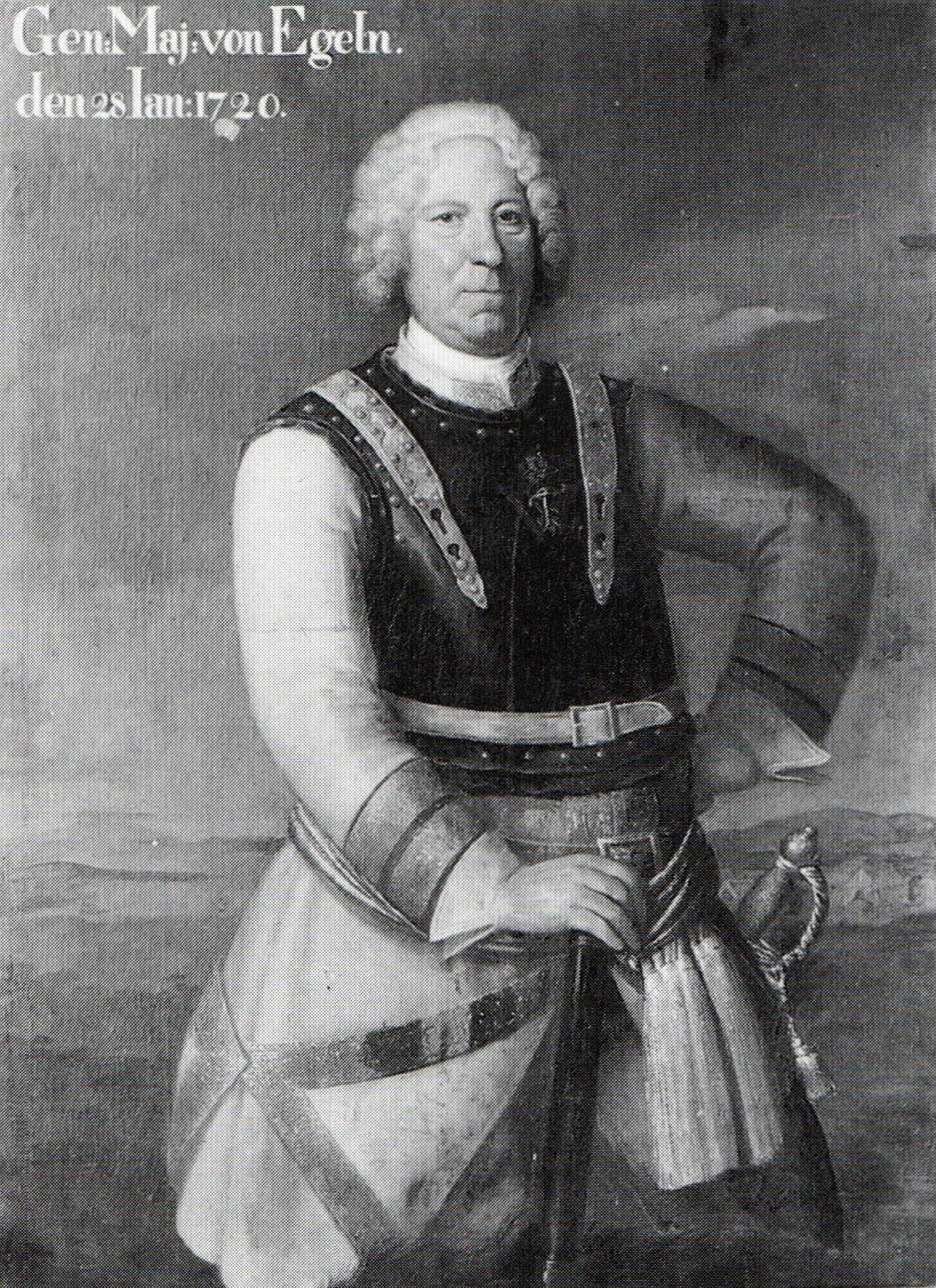
Friedrich von Egeln als Generalmajor

Friedrich Egeln, später von Egeln (* 18. Juni 1654 in Tilsit; † 3. August 1735 in Fischhausen) war preußischer Generalleutnant, Chef des Kürassierregiments Nr. 8 sowie Amtshauptmann von Oletzkow.

## Leben

### Herkunft
Er entstammte einer bürgerlichen Familie und war der Sohn des Kaufmanns Friedrich Egeln und dessen Ehefrau Elisabeth.

### Militärkarriere
Egeln ging 1674 in brandenburgische Dienste und kam als einfacher Reiter in das Regiment „Derflinger“. Er zeichnete sich im Krieg gegen Schweden in der Schlacht bei Fehrbellin und bei der Landung auf Rügen aus. So wurde er 1682 Leutnant. Im Pfälzischen Erbfolgekrieg kämpfte er bei der Belagerung von Bonn sowie in den Schlachten bei Fleurus und Neerwinden. Am 23. Februar 1692 wurde er dann Rittmeister im Regiment „Sonsfeld“. Am 28. Januar 1703 wurde er Major sowie am 9. Juni 1705 Oberstleutnant. Während des Spanischen Erbfolgekriegs kämpfte Egeln bei Ramillies, Oudenaarde sowie Malplaquet und wurde am 23. November 1709 zum Oberst befördert. Außerdem ernannte man ihn zum Kommandeur des Regiments „Albe“.
Nach seiner Rückkehr aus Holland nahm er am Pommernfeldzug 1715/1716 teil und kam 1716 mit seinem Regiment nach Halberstadt. Am 25. Mai 1717 kam Egeln nach Neidenburg und besichtigte auf Weisung von König Friedrich Wilhelm I. die dortigen Kavallerieregimenter. Kurz darauf nahm er mit seinem Stab in Lyck Quartier und besichtigte weitere Regimenter. Am 24. November 1717 wurde Egeln zum Kommandeur des Regiments „Derflinger“ ernannt. Ein Jahr später erhielt er das Kommando über das Regiment „von Katte“. Dort wurde er am 28. Januar 1720 Generalmajor. Am 15. April 1723 gab ihm der König die Stelle als Chef des Regiments „Dewitz“. Außerdem beförderte er Egeln am 6. Juli 1724 zum Generalleutnant.
Am 18. Juni 1727 tauschte er mit Genehmigung seine Amtshauptmannschaft von Kolberg gegen die von Oletzko, die bis dahin der Generalleutnant Dönhof innehatte. Am 15. Oktober 1734 dimittierte Egeln mit Pension.

### Familie
Er heiratete 1680 Regina Schwammer († 1748) aus Tilsit. Sie verließ Egeln nach dessen Standeserhöhung, da sie der Meinung war, dass sich eine solche Beziehung nicht schicke. Das Paar hatte keine Kinder. Egeln vermachte ihr 40.000 Gulden, Silber- und Hausgerät. Der Rest seines Besitzes ging an die Kirche und das Hospital in Fischhausen sowie an seine Bediensteten. Bereits 1688 hatte er das Vorwerk Arrende bei Tilsit gekauft.